# 河北科技大学
河北科技大学（英語：Hebei University of Science and Technology），是坐落于河北省省会石家庄市的一所公办普通高等学校。
学校设有21个教学学院（部），81个本科专业，现有2个博士学位授权一级学科，28个硕士学位授权一级学科，16个硕士专业学位授权类别。
现有9个省级重点学科、1个省级重点发展学科，1个学科入选河北省世界一流学科建设项目、2个学科入选河北省国家一流学科建设项目。工程学、化学、材料科学等3个学科进入ESI世界排名前1%。

## 历史
河北科技大学由原河北轻化工学院、河北机电学院、河北省纺织职工大学、河北纺织工业学校合并组建而成。于1956年举办高等教育，是河北省首批重点建设的多科性骨干大学、河北省人民政府与国家国防科技工业局共建高校、河北省重点支持的国家一流大学建设高校、教育部“卓越工程师教育培养计划”高校。1996年5月，原河北机电学院、河北轻化工学院和河北省纺织职工大学于合并组建河北科技大学，2002年，河北纺织工业学校并入。是河北省人民政府与国家国防科技工业局共建省属重点高校。2017年，学校被河北省确定为博士学位授予立项建设单位。2021年获批成为博士学位授予单位。

## 校区
学校现有校区，地址如下：
- 新校区：石家庄市裕华区裕翔街26号

## 学科概况
学校设有21个教学学院（部），81个本科专业，学科专业涵盖工、理、文、经、管、法、医、教育、艺术九大门类。现有9个省级重点学科、1个省级重点发展学科，1个学科入选河北省世界一流学科建设项目、2个学科入选河北省国家一流学科建设项目。工程学、化学、材料科学等3个学科进入ESI世界排名前1%。现有2个博士学位授权一级学科，28个硕士学位授权一级学科，18个硕士专业学位授权类别。
学校有特聘中外院士3人，“新世纪百千万人才工程”、“国家杰出青年科学基金”、“国家高层次人才特殊支持计划创新领军人才”等国家级人才7人次，享受国务院特贴专家、省高端人才、省管优秀专家等各类高层次人才称号获得者170余人次。省级教学名师21人。

## 学院
学校下属21个学院(教学部)
- 化学与制药工程学院
- 环境科学与工程学院
- 食品与生物学院
- 理学院
- 文法学院
- 马克思主义学院
- 艺术学院
- 建筑工程学院
- 经济管理学院
- 机械工程学院
- 材料科学与工程学院
- 信息科学与工程学院
- 电气工程学院
- 纺织服装学院
- 外国语学院
- 影视学院
- 研究生院
- 继续教育学院
- 澳联大信息工程学院
- 体育工作部

## 图册
- 校名石
- 校园一景